# Andres Petrov
Andres Petrov (Tallinn, 15 oktober 1996) is een professioneel snookerspeler uit Estland. In 2022 won hij het Europees kampioenschap snooker. In de finale versloeg hij de Belg Ben Mertens met 5-3. Hierna kregen beide spelers toegang tot het professionele circuit van het snooker. 
In 2017 stond Petrov voor het eerst in de finale van het Europees kampioenschap snooker. Echter ging die verloren, met 7-3 van de Schot Chris Totten.
Petrov is de eerste Est uit de geschiedenis die actief is in het professionele snooker.